# Mikołaj Samborzecki
Mikołaj Samborzecki z Okrzei herbu Rawicz (zm. 1566) – surogator starosty lubelskiego w 1563 roku, wojski lubelski w latach 1560–1566, stolnik lubelski w latach 1553–1558, sekretarz królewski w 1564 roku.
Poseł na sejm piotrkowski 1550 roku, sejm warszawski 1563/1564 roku, sejm piotrkowski 1565 roku z województwa lubelskiego. Poseł na sejm 1553, sejm piotrkowski 1562/1563 roku.
Był właścicielem podlubelskich wsi: Rudnika i Jakubowic Murowanych.